# Dracula (Castlevania)
Vlad Țepeș Dracula (ドラキュラ・ヴラド・ツェペシュ Dorakyura Vurado Tsepeshu?), tidigare känd som Mathias Cronqvist (マティアス・クロンクビスト Matiasu Kuronkubisuto?), är den primära antagonisten i Castlevaniaserien, och medverkar som slutboss i många spel. Han är löst baserad på Greve Dracula från Bram Stokers roman från 1897 samt den historiska figuren Vlad III Dracula.
Dracula var från början en människa vid namn Mathias Cronqvist som blev galen efter sin frus död och blev en odödlig vampyr. Sedan 1000-talet har Belmont-klanen kämpat mot och besegrat honom varje gång han återvänder från de döda vart hundrade år. 
Dracula blev slutligen besegrad år 1999 av den sista Belmont-medlemmen.